# Гемопоетична стовбурова клітина
Гемопоетичні стовбурові клітини (англ. Hematopoietic stem cells, HSC) — стовбурові клітини, які дають початок іншим клітинам крові. Цей процес називається гемопоезом. У хребетних найперші дефінітивні HSC виникають із вентральної ендотеліальної стінки ембріональної аорти в межах (середньої стації) аорти-гонади-мезонефросної області через процес, відомий як перехід ендотелію в гемопоетичний. У дорослих кровотворення відбувається в червоному кістковому мозку, в ядрі більшості кісток. Червоний кістковий мозок походить від шару ембріона, який називається мезодермою.
Гемопоез — це процес, за допомогою якого утворюються всі зрілі клітини крові. Він повинен збалансувати величезні виробничі потреби (середня людина виробляє понад 500 мільярдів клітин крові щодня) з необхідністю регулювати кількість кожного типу клітин крові в кровообігу. У хребетних переважна більшість процесів кровотворення відбувається в кістковому мозку та походить від обмеженої кількості гемопоетичних стовбурових клітин, які є мультипотентними та здатними до екстенсивного самовідновлення.
Гемопоетичні стовбурові клітини дають початок різним типам клітин крові в рядах, які називаються мієлоїдними та лімфоїдними. Мієлоїдні та лімфоїдні лінії беруть участь у формуванні дендритних клітин. Мієлоїдні клітини включають моноцити, макрофаги, нейтрофіли, базофіли, еозинофіли, еритроцити та мегакаріоцити до тромбоцитів. Лімфоїдні клітини включають Т-клітини, В-клітини, природні клітини-кілери та вроджені лімфоїдні клітини.
Визначення гемопоетичних стовбурових клітин було розроблено з моменту їх відкриття в 1961 році. Гемопоетична тканина містить клітини з довготривалою та короткочасною здатністю до регенерації та коммітованими мультипотентними, олігопотентними та уніпотентними попередниками. Гемопоетичні стовбурові клітини становлять 1:10 000 клітин мієлоїдної тканини.
Трансплантація HSC використовується для лікування раку та інших розладів імунної системи.